# Nyctibius
Nyctibius (Vieillot, 1816), comunemente noto come nittibio, è un genere di uccelli notturni diffuso nell'America centrale e meridionale, composto di sette specie.
Imparentato con la paraprefica (estinta nel Luteziano), è l'unico genere vivente della famiglia Nyctibiidae.
Insettivori, i nittibi si cibano principalmente di coleotteri, ma anche di falene, cavallette e termiti; inoltre, grazie al piumaggio estremamente mimetico, possono facilmente confondersi con i rami spezzati degli alberi su cui si posano, ingannando predatori e prede.
I nittibi sono uccelli monogami; non costruiscono un nido, ma utilizzano le rientranze degli alberi per deporre un singolo uovo, di colore bianco-violaceo con macchie marroni, che viene covato a turni da entrambi i genitori.
Il pulcino nasce circa un mese dopo la deposizione, mentre il periodo di svezzamento è di circa due mesi.

## Tassonomia
Comprende le seguenti specie:
- Nyctibius grandis (J.F. Gmelin, 1789) – nittibio maggiore
- Nyctibius aethereus (Wied-Neuwied, 1820) – nittibio codalunga
- Nyctibius jamaicensis (J.F. Gmelin, 1789) – nittibio settentrionale
- Nyctibius griseus (J.F. Gmelin, 1789) – nittibio comune
- Nyctibius maculosus (Ridgway, 1912) – nittibio delle Ande
- Nyctibius leucopterus (Wied-Neuwied, 1821) – nittibio alibianche
- Nyctibius bracteatus (Gould, 1846) – nittibio rossiccio

## Distribuzione e habitat

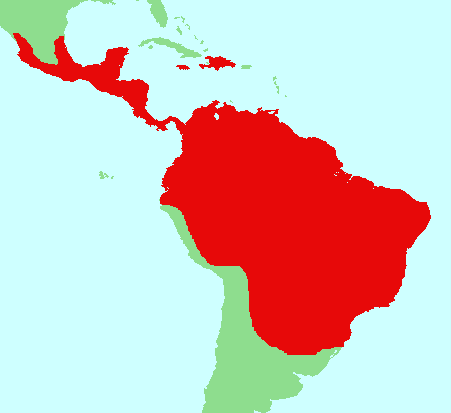
Areale

Il genere Nyctibius ha un areale neotropicale che si estende dal Messico all'Argentina, con una concentrazione di biodiversità nel bacino dell'Amazzonia, dove si trovano 5 delle 7 specie note. Alcune specie si trovano anche nelle isole dei Caraibi (Giamaica, Hispaniola e Tobago).
Sono uccelli stanziali, il cui habitat è rappresentato prevalentemente dalle foreste umide tropicali e subtropicali.